# Albert Cruciger
Albert Cruciger († 1570) byl slovenský luterský kazatel, žák Melanchtonův.
V letech 1556–1557 působil jako kazatel v Jihlavě. Tam ostře vystoupil proti mši. Následkem jeho kázání a radikalizací studentstva došlo k obrazoborectví.
Byl také činný jako učitel a kazatel v Levoči, Rožňavě a Banské Štiavnici.